# Ugandai szövőmadár
Az ugandai szövőmadár (Ploceus alienus) a madarak osztályának a verébalakúak (Passeriformes) rendjéhez, ezen belül a szövőmadárfélék (Ploceidae) családjához tartozó faj.
A magyar név forrással nincs megerősítve.

## Előfordulása
Burundi, a Kongói Demokratikus Köztársaság, Ruanda és Uganda honos.